# Renard Ier de Sens
 (mars 2024).
Si vous disposez d'ouvrages ou d'articles de référence ou si vous connaissez des sites web de qualité traitant du thème abordé ici, merci de compléter l'article en donnant les références utiles à sa vérifiabilité et en les liant à la section « Notes et références ».
Renard Ier de Sens ou Raynard Ier, Renaud Ier (937 - 996 ou 999,) dit Renard le Vieux est le second comte souverain de Sens de 948 à 996 ou 999. Fils de Fromond Ier, le fondateur de la dynastie fromonide, il succède à son père à la mort de ce dernier et administre en le renforçant le comté de Sens pendant la 2° moitié du Xe siècle. Il construit un château dans un village du Gâtinais qui porte toujours son nom à Château-Renard (Loiret).

## Biographie
Renard Ier succède à son père à la mort de celui-ci en 948. Il hérite d'un fief, au départ simple vicomté vassale d'Hugues le Grand que son père a su transformer en comté héréditaire à la faveur des ambitions royales et des luttes féodales d'Hugues le grand.
Il renforce l'autorité de sa dynastie sur son comté en patrimonalisant les biens d'église du premier archevêché de France. Il s'empare et distribue les riches abbayes de son comté (notamment Sainte-Colombe de Saint-Denis-lès-Sens) à sa famille et lutte contre le pouvoir épiscopal des archevêques de Sens, même lorsqu'il s'agit de son propre neveu, Sewin, archevêque de 978 à 999, avec qui il est en conflit permanent dans la ville.

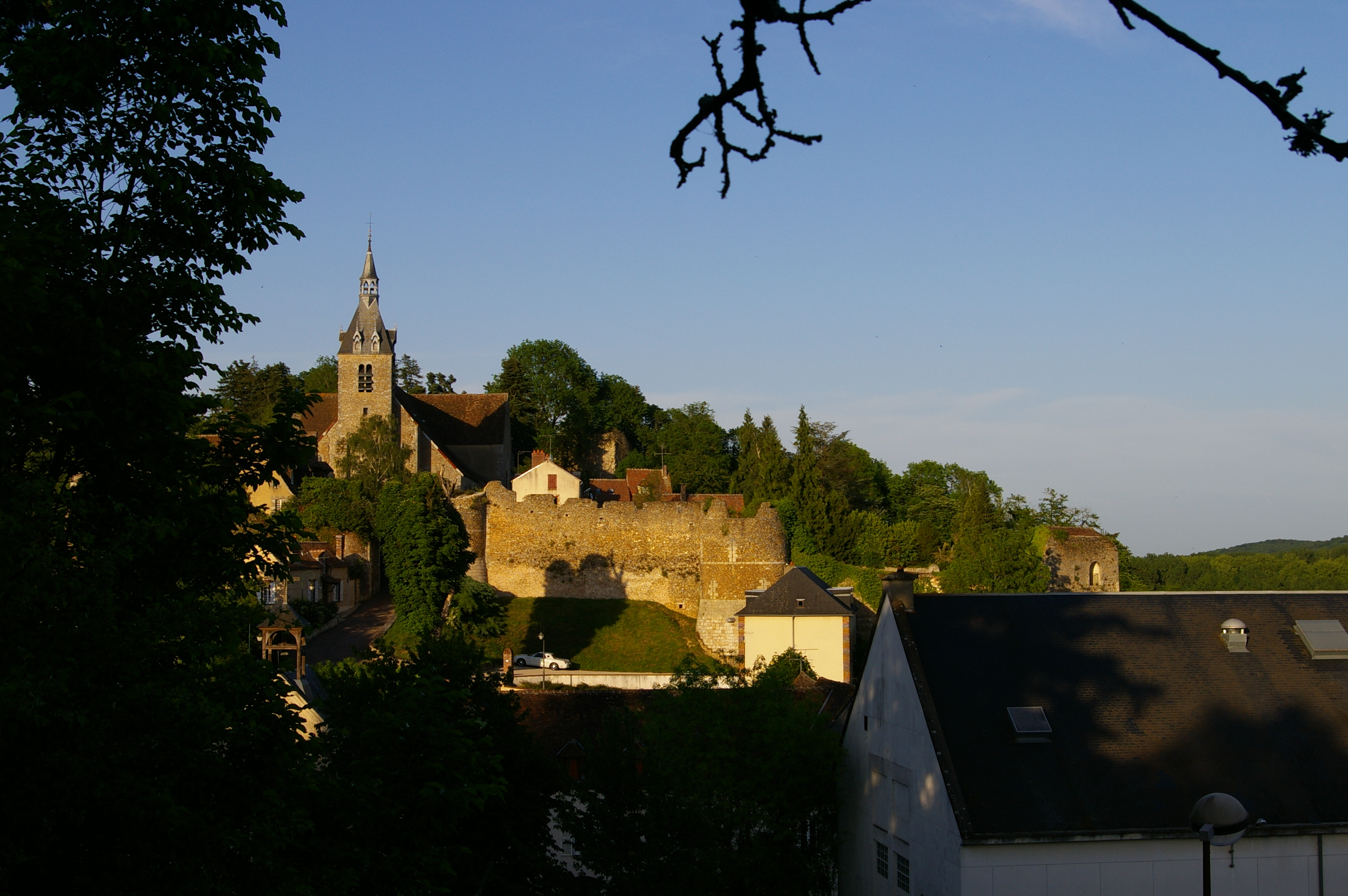
Château-Renard, forteresse et seigneurie
fondée par Renard Ier.

Ses conflits avec les archevêques, protégés par les rois de France, leur valent d'être temporairement exilé de Sens en 961. C'est à cette occasion qu'il aurait fait construire dans le Gâtinais la forteresse de Château-Renard qui porte toujours son nom, qu'il confie à un de ses fils, Renaud, ancêtre de la prestigieuse dynastie des Courtenay. Il construit également un fort sur l'Yonne à Joigny et crée un fief dans le sud du Sénonais, érigé en comté de Joigny qu'il donne à sa fille Alix pour son mariage avec Geoffroy de Château-Landon, un seigneur du Gâtinais. C'est également lui qui fait construire un fort au confluent de l'Yonne et de la Seine à Montereau-Fault-Yonne. Il fait également construire la Grosse Tour à Sens. Bien entendu, il faut rappeler que Migennes appartient encore au comté de Sens en 1040 selon une charte authentique, et que le comté de Joigny n'est cité en toute certitude qu'en 1080. L'historiographie du milieu du XIXe siècle aurait cherché à faire apparaitre à la fin du Xe siècle le comté de Joigny et à lui assurer une origine héréditaire qu'aucune charte ou chronique ne cite durant tout l'Ancien Régime. Il en est de même de l'origine de la seigneurie de Courtenay qui n'apparait juridiquement que dans les années 1100, et par des souscripteurs vers 1080. 
Il meurt en 996 ou 999 et est inhumé à l'abbaye Sainte-Colombe de Saint-Denis-lès-Sens.
Il a possédé des droits sur l'abbaye de Faremoutiers (seine-et-Marne), ce qui suggère un droit héréditaire sur ce sanctuaire relevant du comté de Meaux. De son vivant, il ne contrôlait plus la localité d'Auxon, pourtant incluse dans le diocèse de Sens. La perte de la région de Saint-Florentin au profit du comte de Troyes daterait de la même époque. 

## Famille
Il est le fils de Fromond Ier de Sens, premier comte souverain de Sens de 939 à 948.
Il est également l'oncle de Seguin, archevêque de Sens de 978 à 999.
Son épouse est inconnue mais il a 2 ou 3 enfants :
- Fromond II (mort en 1012), qui lui succède comme troisième comte souverain de Sens de 996 ou 999 à 1012[1] ;
- Alix de Sens, d'après la tradition première comtesse de Joigny. Elle épouse en premières noces Geoffroi Ier, qui deviendrait ainsi comte de Joigny ; de ce couple vivant vers l'an 1000, semblent issus les futurs comtes de Joigny. Alix épouserait en secondes noces Engelbert III, comte de Brienne, dont semblent issus en lignée féminine les seigneurs puis princes de Joinville[1] (le couple aurait eu une fille, Alix/Adélaide de Brienne ?, épouse d'Étienne de Vaux, premier sire et fondateur de Joinville). Cependant, aucun document avant les historiographes du milieu du XIXe siècle ne cite cette filiation ni la suivante, qui se heurtent à des incompatibilités irréductibles de datation, pour le titre comtal tout au moins ; tout au plus et nettement plus tard, entre 1040 et 1080, apparaît le comté de Joigny sur l'ensemble de la marge méridionale de l'ancien comté de Sens éteint en 1055 par le décès de son dernier titulaire, Renard II ;
- peut-être Renaud/Renard, seigneur de Château-Renard et ancêtre supposé de la Maison de Courtenay. Là encore, aucune chronique sénonaise du temps (Clarius ou Odorannus) ne cite un tel lien. Tout au plus, la fraction orientale de la seigneurie de Courtenay, qui s'avance jusqu'à l'Yonne à Roussemeau et Rousson, est issue de l'ancien comté de Sens, tandis que toute sa fraction occidentale (Montargis) provient du démembrement du comté de Gâtinais après la mort du comte Aubery Le Tors vers 1030 (son demi-frère utérin Geoffroy II Ferréol lui succède alors, † vers 1045, mari d'Ermengarde d'Anjou et sans lien dynastique avec les anciens comtes de Gâtinais). Démembrement qui voit la cession du Bas Gâtinais (c'est-à-dire le nord du Gâtinais, avec Nemours et Château-Landon) au roi Philippe Ier en 1068, par le nouveau comte Foulques IV le Réchin d'Anjou, frère cadet et successeur de Geoffroy III le Barbu (les deux fils de Geoffroy II Ferréol ; comtes d'Anjou et du Gâtinais : † l'un vers 1097 et l'autre en 1109) ; alors que le sud du Gâtinais ou Haut Gâtinais, autour de Montargis, passe à la seigneurie de Courtenay dont il forme désormais la part occidentale : on l'explique par un lien familial, une certaine Hildegarde de Château-Landon, fille de Geoffroi Ferréol, sœur de Geoffroy III et Foulques IV, épousant Jocelin de Courtenay, présenté lui-même comme le fils d'Hutton de Courtenay et le petit-fils de notre Renaud. Mais là encore, les historiographes du milieu du XIXe siècle ont tiré, semble-t-il, des conclusions hasardeuses de la géographie historique.